# Kabinett Szapáry

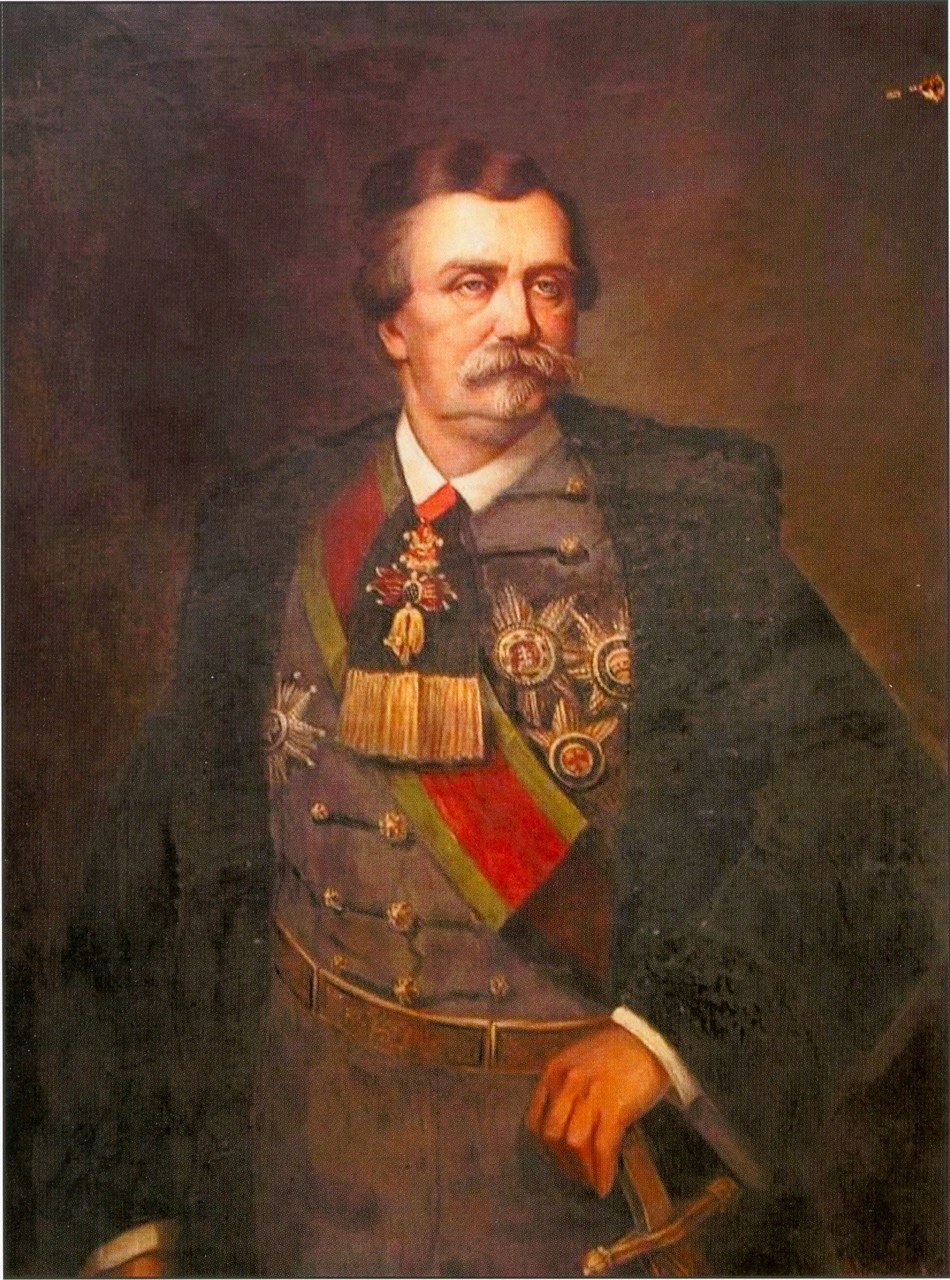
Gyula Szapáry

Das Kabinett Szapáry war die Regierung des Königreichs Ungarn von 1890 bis 1892. Sie wurde vom ungarischen Ministerpräsidenten Gyula Szapáry am 15. März 1890 gebildet und bestand bis 19. November 1892.

## Minister
Parteien:
_ Liberale Partei (Szabadelvű Párt)
_ Kroatische Unionspartei (Horvát Unionista Párt)
_ parteilos
| Amt                                          | Amtsträger | Amtsträger               | Beginn der Amtszeit | Ende der Amtszeit |
| -------------------------------------------- | ---------- | ------------------------ | ------------------- | ----------------- |
| Ministerpräsident, Innenminister             |            | Gyula Szapáry            | 15. März 1890       | 19. November 1892 |
| Minister am Allerhöchsten Hoflager           |            | Béla Orczy               | 15. März 1890       | 24. Dezember 1890 |
| Minister am Allerhöchsten Hoflager           |            | László Szögyény-Marich   | 24. Dezember 1890   | 24. Oktober 1892  |
| Minister am Allerhöchsten Hoflager           |            | Géza Fejérváry           | 24. Oktober 1892    | 19. November 1892 |
| Minister für Landesverteidigung              |            | Géza Fejérváry           | 15. März 1890       | 19. November 1892 |
| Minister für Handel                          |            | Gábor Baross             | 15. März 1890       | 9. Mai 1892 (†)   |
| Minister für Handel                          |            | Sándor Wekerle (interim) | 9. Mai 1892         | 16. Juli 1892     |
| Minister für Handel                          |            | Béla Lukács              | 16. Juli 1892       | 19. November 1892 |
| Minister für Cultus und Unterricht           |            | Albin Csáky              | 15. März 1890       | 19. November 1892 |
| Finanzminister                               |            | Sándor Wekerle           | 15. März 1890       | 19. November 1892 |
| Justizminister                               |            | Dezső Szilágyi           | 15. März 1890       | 19. November 1892 |
| Minister für Ackerbau                        |            | András Bethlen           | 15. März 1890       | 19. November 1892 |
| Kroatisch-slawonisch-dalmatinischer Minister |            | Imre Josipovich          | 15. März 1890       | 19. November 1892 |